# Tool
Tool es una banda estadounidense de rock formada en Los Ángeles en 1990. Está integrada por el baterista Danny Carey, el guitarrista Adam Jones, el vocalista Maynard James Keenan y el bajista Justin Chancellor, quien sustituyó a Paul D'Amour en 1995. 
La banda ha vendido más de trece millones de álbumes solo en Estados Unidos y otros varios millones alrededor del mundo. Ha sido galardonada con tres premios Grammy.
Iniciaron tocando un metal progresivo más áspero que el que practican actualmente, lo que se refleja en su primer EP, Opiate, -lanzado en 1992- en una época en la que dominaba el thrash metal y el rock alternativo. Posteriormente alcanzaron la cima del movimiento del metal alternativo con la publicación de Ænima en 1996. Sus esfuerzos para unificar la música, las artes visuales y mensajes de evolución personal continuaron con Lateralus (2001) y con 10,000 Days (2006), con lo que se ganaron los elogios de la crítica y el éxito en todo el mundo. Su quinto álbum de estudio, Fear Inoculum, se lanzó el 30 de agosto de 2019 con gran éxito de crítica. Antes de su lanzamiento, la banda había vendido más de 13 millones de álbumes solo en Estados Unidos. 
Debido a la incorporación de las artes visuales y a sus lanzamientos extensos y complejos, la banda ha sido descrita como una banda que trasciende estilos y que forma parte del rock progresivo, el rock psicodélico y el art rock. La relación entre la banda y la industria musical es ambivalente, a veces marcada por la censura y la insistencia de la banda en la privacidad, marcada por el rechazo de sus miembros a la censura que han sufrido en repetidas ocasiones y su insistencia en la privacidad.

## Historia

### Formación (1988-1992)

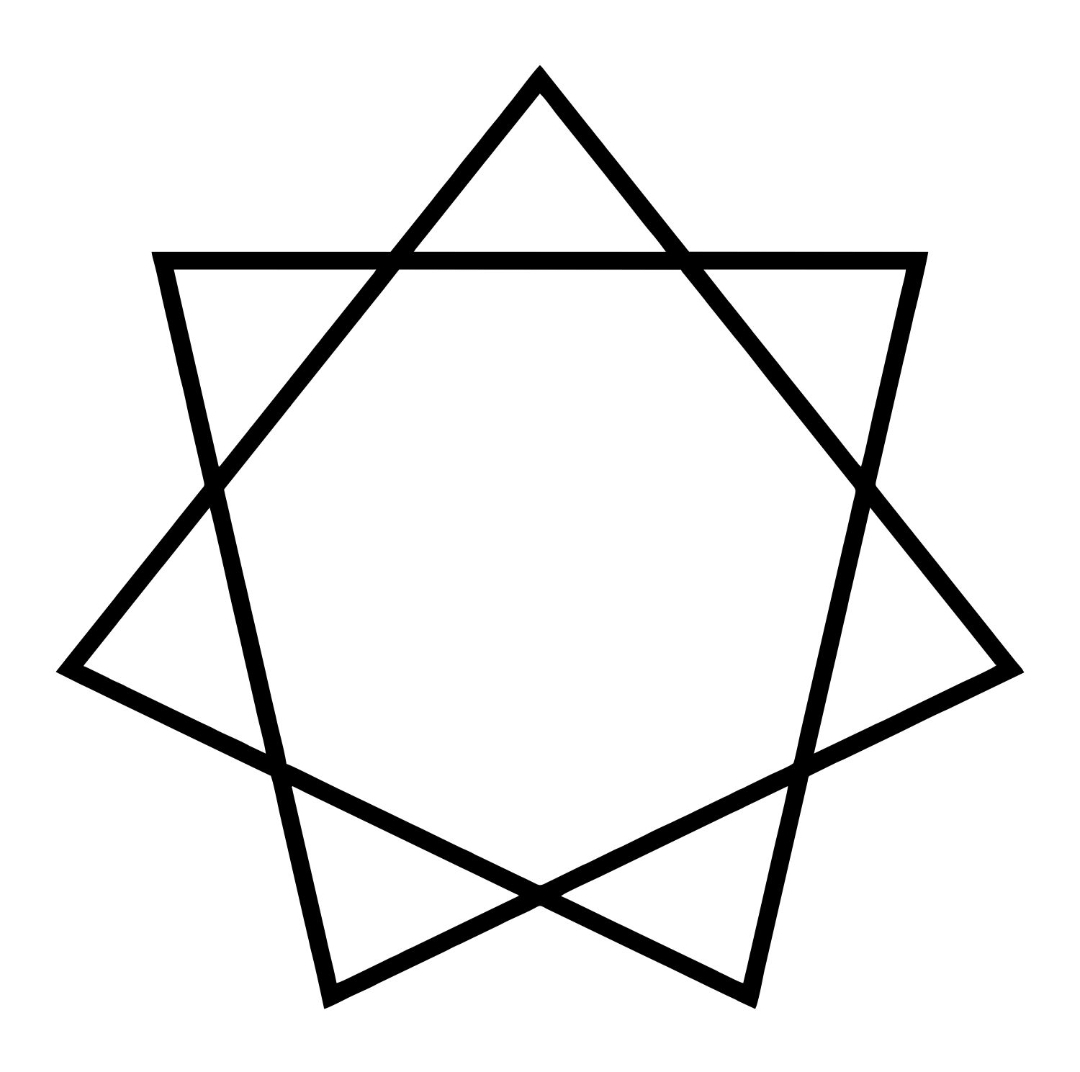
El heptagrama símbolo muy usado por la banda, tanto en arte de álbumes, como en conciertos, así como logo del Tool Army, debido a su relación con el número áureo y (en palabras de Adam Jones) a la positividad.

Durante los años 1980, cada uno de los futuros miembros de Tool se trasladó por su cuenta a Los Ángeles. Tanto Paul D'Amour como Adam Jones querían entrar en la industria del cine, mientras que Maynard James Keenan encontró un empleo remodelando tiendas de animales tras estudiar artes visuales en Míchigan. Danny Carey había sido miembro de la banda Green Jellÿ y músico de Carole King, y en Los Ángeles encontró un puesto en Pigmy Love Circus.
Keenan y Jones se conocieron gracias a un amigo común en 1989. Después de que Keenan le mostrara una cinta con el trabajo de su anterior grupo a Jones, este estaba tan impresionado que inmediatamente le propuso crear una banda. Comenzaron a improvisar juntos mientras buscaban un bajista y un batería. El guitarrista de Electric Sheep por aquel entonces, Tom Morello, le presentó a Jones al batería Danny Carey, un amigo suyo y casualmente vecino de Keenan, que comenzó a tocar en sus sesiones porque sentía "lástima por ellos", puesto que el resto de músicos invitados no habían aparecido. La alineación de Tool se completó cuando un amigo de Jones les presentó al bajista Paul D'Amour. Al poco tiempo, la banda se inventó la historia de que formaban parte de una pseudofilosofía llamada lacrimología. Aunque se explicó que ésta podía ser una inspiración para el nombre de la banda, Keenan expuso las intenciones del grupo posteriormente: "Tool es exactamente como suena: es un falo enorme. Es una llave inglesa... nosotros somos... tu herramienta; úsanos como los catalizadores del proceso de encontrar lo que sea que necesites, o lo que sea que estés buscando".
Después de unos pocos conciertos, la banda recibió ofertas de diversas compañías discográficas y solo tres meses después de su nacimiento firmaron un contrato con el sello Zoo Entertainment. En marzo de 1992, Zoo publicó el primer trabajo de la banda, Opiate, un EP que incluye los sencillos "Hush" y "Opiate", y que fue descrito por sus miembros como heavy metal "potente y estruendoso", teniendo las seis canciones de sonido "más duro" entre las que habían compuesto hasta aquella época. El primer vídeo musical del grupo, el de la canción "Hush", expresa su rechazo hacia el Parents Music Resource Center y la defensa que éstos hacían sobre la censura en la música. El vídeo muestra a los miembros de la banda desnudos con los genitales cubiertos por una pegatina del PMRC y con cinta adhesiva en la boca. La banda comenzó una gira con Rollins Band, Skitzo, Fishbone y Rage Against the Machine que recibió buenas críticas, siendo calificada como "un fuerte comienzo".

### Undertow(1993-1994)

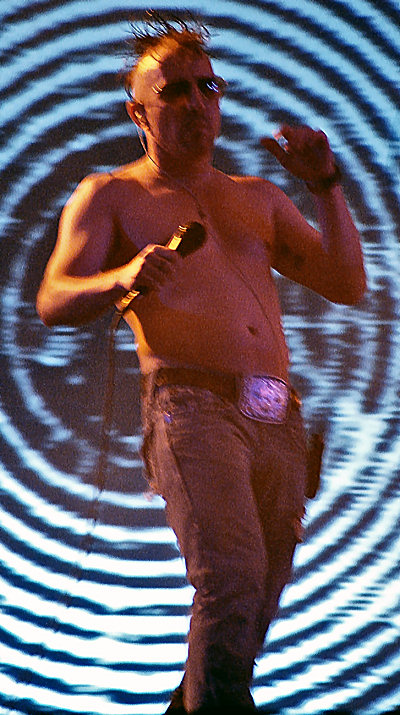
Maynard James Keenan Roskilde 2

Al año siguiente, coincidiendo con el auge de Nirvana, Tool publicó su primer álbum de larga duración (LP), Undertow. Este disco expresa dinámicas más diversas que su antecesor, incluyendo las canciones que no habían entrado en Opiate al haberse decidido la banda por las más fuertes. Tool comenzó otra gira como había planeado, haciendo un descanso en mayo. Se había acordado que el grupo iba a tocar en el Garden Pavillion de Hollywood, pero se enteraron a última hora de que el recinto pertenecía a la Iglesia de la Cienciología, con la que la banda había mantenido conflictos acerca de "la ética de cómo una persona no debería seguir un sistema de creencias que constriñe su desarrollo como ser humano". Keenan pasó el concierto balando como una oveja sobre el escenario en señal de protesta.
La banda dio varios conciertos exitosos en el festival de Lollapalooza, y fueron trasladados del segundo escenario al primero por su representante y el cofundador del festival, Tom Gardner, debido al éxito cosechado al comienzo del mismo. En el último concierto en la ciudad natal de Tool, Los Ángeles, el comediante Bill Hicks hizo de presentador de la banda ante más de 60.000 personas. Hicks se había hecho amigo de los componentes del cuarteto y se había convertido en una influencia, tras haber sido mencionado en las notas de agradecimiento de Undertow. El estallido de popularidad de la banda causó que Undertow fuera certificado como disco de oro por la RIAA en septiembre de 1993, alcanzando el disco de platino en 1995 a pesar de ser distribuido con una portada censurada por varias cadenas comerciales como Wal-Mart. El sencillo "Sober" se convirtió en un éxito en marzo de 1994 y ganó el premio Billboard al "Mejor vídeo de un nuevo artista" gracias a su uso del stop-motion.
Con la publicación del siguiente sencillo, "Prison Sex", la banda volvió a ser el blanco de la censura. Las letras y el vídeo de la canción tratan el tema del abuso a menores, lo que extendió la polémica. El vídeo fue ideado principalmente por Adam Jones, quien dio su interpretación surrealista del tema. Mientras algunos críticos alabaron el vídeo y describieron las letras como "metafóricas", la rama estadounidense de MuchMusic citó a declaración a Keenan como representante de la banda en una vista judicial, calificando el vídeo como demasiado gráfico y obsceno, y la MTV dejó de emitirlo al poco tiempo.
En septiembre de 1994, la banda entró en el estudio para grabar su segundo álbum. En aquel momento Tool pasó por su único cambio en su formación hasta la fecha: el bajista Paul D'Amour abandonó el grupo de manera amigable, y fue sustituido por Justin Chancellor, exmiembro de Peach, un puesto para el que también contaron Scott Reeder (Kyuss), Frank Cavanaugh (Filter), E. Shepherd Stevenson (Pigmy Love Circus) y Marco Fox (ZAUM).

### Ænima, problemas legales ySalival(1995-2000)
Después de que Chancellor ocupara el puesto vacante de D'Amour, Tool continuó con el proceso de grabación de su segundo álbum, Ænima. La banda contrató al productor David Bottrill, que había trabajado previamente en algunos álbumes de King Crimson, mientras que Adam Jones se ocupó del trabajo artístico, finalmente nominado a un Grammy, con la colaboración de Cam de Leon. El disco fue publicado en octubre de 1995.
Ænima fue dedicado a Bill Hicks, que había muerto dos años y medio antes. Tool quiso rendir tributo a sus ideas y materiales, porque los miembros sentían que "Tool y Hicks se basaban en conceptos similares". La canción final del álbum, "Third Eye", va precedida de un clip con algunas actuaciones de Hicks, y tanto la parte lenticular del CD como el estribillo de "Ænema" hacen referencia al álbum Arizona Bay de Hicks, donde se desarrolla la idea de Los Ángeles cayendo en el Pacífico.
El primer sencillo, "Stinkfist", no consiguió demasiado éxito: fue acortado por los programas de radio, y MTV lo cambió de nombre (de "Stinkfist" a "Track#1") debido a connotaciones ofensivas (stinkfist es una práctica sexual que consiste en introducir el puño en algún orificio del cuerpo, principalmente el recto), y la letra fue alterada. En respuesta a las quejas de los fanes sobre la censura, el presentador del programa "120 Minutes" de la MTV en EE. UU., Matt Pinfield, expresó su arrepentimiento sobre el tema al agitar el puño delante de la cámara a la hora de introducir el vídeo musical, explicando el cambio de nombre.

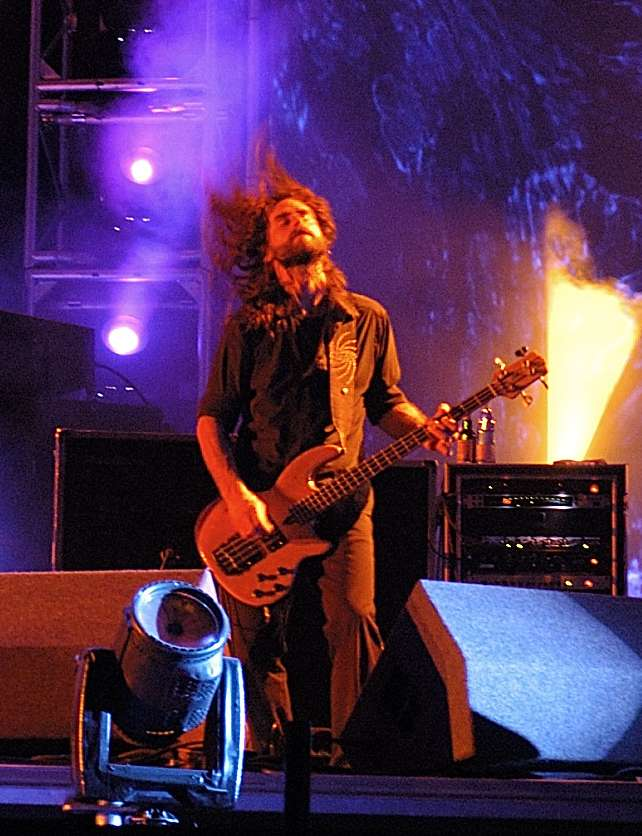
Justin Cancellor, actual bajista de Tool, sustituyó a Paul D'Amour en 1995.

Tool comenzó a promocionar el álbum en octubre de 1995, solo dos semanas después de la publicación del disco. Tras varios conciertos en EE. UU. y Europa, la banda se dirigió a Nueva Zelanda y Australia en marzo de 1997. El 1 de abril de ese año, semejante al día de los inocentes en el mundo anglosajón, se produjo la primera de las muchas bromas de la banda en este día. Kabir Akhtar, webmaster de la página semioficial de fanes de la banda, escribió que "al menos tres de los miembros de la banda están en estado crítico" después de un grave accidente de autobús en una autopista. Esta falsa información llegó incluso a la radio y la MTV y fue ampliamente difundida. Akhtar publicó posteriormente sus disculpas, expresando que su página web (The Tool Page) "no se dará el gusto de cometer tan estrafalarias bromas en el futuro", algo que fue ocultado el siguiente 1 de abril. La gira de la banda continuó al día siguiente con normalidad. Tras encabezar con éxito el festival de Lollapalooza, la crítica del New York Times alabó la puesta en escena del grupo: "Tool retornó triunfante a Lollapalooza después de aparecer entre las bandas oscuras en el escenario más pequeño de la edición de 1993. Ahora Tool es la mayor atracción de un festival que lucha por mantener su propuesta... Tool usa imágenes que rompen tabús de moralidad infernal en canciones que oscilan entre los reproches agrios hasta condenaciones nihilistas. Su música ha refinado la problemática majestuosidad del grunge".
A pesar de la pérdida de popularidad del rock alternativo a mediados y finales de los 90, Ænima consiguió uno de los debuts más exitosos de Tool. El disco, junto con la influencia progresiva, se situó en la corriente del metal alternativo y fue nominado a varios premios como "Mejor disco de 1996", en revistas como Kerrang! y Terrorizer. La canción "Ænema" ganó un premio Grammy.
Una batalla legal que comenzó el mismo año interfirió en el trabajo de la banda en la continuación de Ænima. Volcano Records, la compañía que había sustituido a la por aquel entonces desaparecida Zoo Entertainment, alegó violaciones del contrato y dispuso un pleito. Según Volcano, Tool había violado su contrato cuando la banda se puso a buscar ofertas de otros sellos. La banda respondió que Volcano no había empleado la opción de renovación de su contrato, y ambas partes se dieron cita en los juzgados. Al final de 1997, Tool firmó un nuevo contrato de tres álbumes con Volcano. En el año 1999, la banda despidió a su representante, Tom Gardner, quien demandaría a la banda posteriormente a causa de su comisión monetaria en el acuerdo discográfico con Volcano.
Hacia esta época, Keenan se unió a la banda A Perfect Circle, fundada por el técnico de guitarras de Tool desde hacía tiempo, Billy Howerdel, mientras Jones se unió Buzz Osborne y Carey acompañó en diversos proyectos al líder de Dead Kennedys, Jello Biafra. Aunque surgieron rumores sobre la ruptura de Tool, Chancellor, Jones y Carey comenzaron a trabajar en material nuevo a la espera de la llegada de Keenan: "Chancellor dijo que Tool, a pesar de todo, nunca paró de trabajar en música nueva. Dijo que él, Jones y Carey estaban en el estudio todos los días, experimentando con nuevos sonidos e ideas musicales". En el año 2000 se publicó el box set Salival (CD/VHS o CD/DVD), dando fin a los rumores. El CD contiene una canción original, una versión de "No Quarter" de Led Zeppelin, además de una versión en directo de "You Lied" de Peach y diferentes versiones de canciones ya publicadas por Tool. El VHS o DVD contienen cuatro vídeos musicales más un vídeo extra de la canción "Hush" en el DVD. Aunque Salival no produjo ningún sencillo, la pista oculta "Maynard's Dick", que data de la época de Opiate, fue emitida algunas veces en estaciones de radio FM, cuando varios DJs accedieron a pasarla con el nombre de "Maynard's Dead".

### Lateralusy10,000 Days(2001-2008)
En enero de 2001 Tool anunció un nuevo álbum, Systema Encéphale, junto con otras doce canciones con títulos como "Riverchrist", "Numbereft", "Encephatalis", "Musick" y "Coeliacus". Los programas de intercambio de archivos por internet como Napster se llenaron de archivos falsos que decían contener estas canciones. En esa época, los miembros de Tool se declararon abiertamente en contra de las redes de intercambio de archivos debido al impacto negativo que éstas ejercían en los artistas que dependen del éxito en ventas de un trabajo para continuar su carrera. Keenan expresó: "Creo que hay un montón de otras industrias ahí fuera que merecen ser destruidas. Los únicos que salen malparados de los MP3s no son las compañías ni el negocio, sino los artistas, gente que intenta escribir canciones".
Un mes después, la banda reveló que el título real del álbum era Lateralus y que el nombre de Systema Encéphale era falso. Lateralus y sus correspondientes giras acercaron a Tool a los terrenos del art rock y del rock progresivo. La revista Rolling Stone escribió en un intento de resumir el álbum que "la batería, el bajo y la guitarra se mueven en ciclos de una hiperaullante y silenciosa marcha de la muerte... La larga duración de las trece canciones de Lateralus llevan a engaño; el álbum entero fluye con la intención de ser una suite". Joshua Klein de The A. V. Club comentó que los más de 79 minutos de duración y la complejidad de las canciones eran un reto para la audiencia y la programación musical.
El álbum se convirtió en un éxito mundial, alcanzando el número uno del Billboard 200 en su primera semana. Tool recibió su segundo Grammy en la categoría de "Mejor interpretación de metal" por "Schism". Durante el discurso de agradecimiento por este premio, Carey dijo que le gustaría dar las gracias a sus padres y a Satán, y Chancellor concluyó: "Quiero dar las gracias a mi padre por ligarse a mi madre".
Lateralus fue promocionado por medio de extensas giras, entre las que destaca una mini gira de diez conciertos con King Crimson en agosto de 2001. A causa de esta situación se hicieron muchas comparaciones entre ambas bandas, describiéndolas como "los reyes pasados y futuros del rock progresivo". Keenan expresó al respecto: "Para mí, estar en escena con King Crimson es como si Lenny Kravitz tocara con Led Zeppelin, o Britney Spears en escena con Debbie Gibson".
Aunque el fin de la gira en noviembre de 2002 parecía el inicio de otra época de relajación para la banda, los componentes no cayeron en la inactividad. Mientras Keenan componía y actuaba con A Perfect Circle, el resto de miembros publicaron una entrevista y la grabación de material nuevo, exclusivo del club de fanes. El 1 de abril de 2005, la web oficial de Tool publicó que Maynard había encontrado a Jesús y que abandonaría el proceso de grabación del nuevo álbum de la banda de manera temporal o incluso permanente. Kurt Loder de MTV contactó con Keenan por correo electrónico para pedirle una confirmación, pero el vocalista no respondió directamente a las preguntas. Cuando Loder preguntó de nuevo, la respuesta de Keenan fue simplemente "je, je". Sin embargo, el 7 de abril la página oficial publicó: "Buenas noticias, inocentes. La composición y grabación está de nuevo en marcha".
Mientras avanzaba la finalización del nuevo álbum, se publicó un vinilo de Lateralus junto con un doble DVD que contiene los cuatro sencillos extraídos del álbum y se cambió el diseño de la web oficial, a cargo de Joshua Davis. El vinilo salió como una edición autografiada limitada al club de fanes el 23 de abril. El 20 de diciembre del mismo año se publicaron los dos DVD, uno con el sencillo "Schism" y otro con "Parabola", un remix de Lustmord y los vídeos musicales comentados por David Yow y Jello Biafra, respectivamente.
Tras quince años en el panorama musical, Tool había adquirido lo que Dan Epstein de la revista Revolver definió como «seguidores de culto» y se comenzaron a propagar rumores sobre su próximo disco, que tendría influencias de Meshuggah y Fantômas, compañeros de gira en varias ocasiones. El principal objeto de estos rumores era el título del álbum: en un principio se difundió que se llamaría Teleincision, hasta que la web oficial reveló que el título sería 10.000 Days.
Sin embargo, los rumores continuaron, y se especuló que 10,000 Days era un título falso y un señuelo, como había pasado anteriormente con el título de Lateralus. Posteriormente se descubrió que esto era falso al filtrarse una copia del álbum en internet una semana antes de su lanzamiento. El primer sencillo del álbum, "Vicarious", fue distribuido por las radios estadounidenses el 17 de abril. El disco llegó al mercado el 2 de mayo en los EE. UU., debutando en lo más alto de varias listas de ventas. 10,000 Days vendió 564.000 copias en su primera semana en los EE. UU. y fue número uno en el Billboard 200, doblando en ventas al disco homónimo de Pearl Jam, su competidor más cercano. Sin embargo, 10,000 Days fue recibido más fríamente por la crítica que su antecesor, Lateralus.

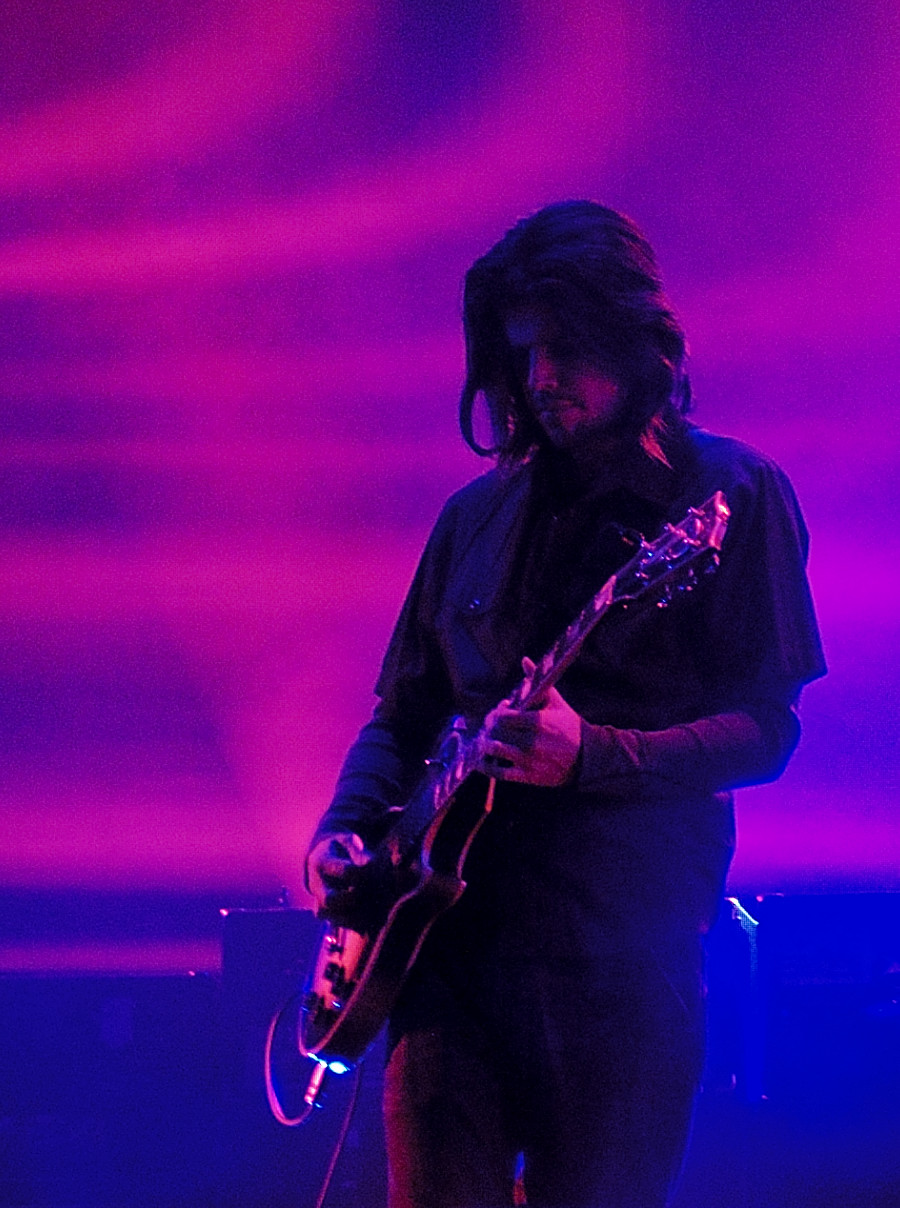
El guitarrista Adam Jones ganó un premio Grammy en 2007 por su diseño del álbum 10,000 Days.

Después de la publicación del álbum, Tool comenzó una nueva gira en el festival Coachella el 30 de abril, teniendo como teloneros a Isis y Mastodon, de la misma manera que en la gira de Lateralus. Durante un pequeño descanso al comienzo de 2007, tras pasar por Australia y Nueva Zelanda, Danny Carey sufrió una rotura de fibras en su bíceps tras atacarle el perro de su novia, haciendo peligrar los conciertos de Norteamérica. Carey pasó por el quirófano el 21 de febrero de 2007, lo que obligó a cancelar varios conciertos. De vuelta al trabajo en abril, Tool apareció como cabeza de cartel en el Bonnaroo Music Festival, con una breve colaboración del guitarrista de Rage Against the Machine, Tom Morello, en la interpretación de "Lateralus".
Mientras tanto, "Vicarious" fue nominada a los premios Grammy en la categoría de "Mejor interpretación de hard rock", y 10,000 Days salió nominado como "Mejor trabajo artístico". El vídeo musical de "Vicarious" salió en DVD el 18 de diciembre.
En una entrevista en mayo de 2007, Justin Chancellor dijo que la banda continuaría su gira probablemente hasta principios de 2008 para después tomarse "un tiempo de descanso". Puntualizó que la banda ya había escrito nuevas canciones y que seguramente publicaran otro álbum durante la gira. Un posible proyecto futuro sería hacer una película del grupo, una posibilidad que la banda lleva considerando desde hace bastante tiempo. Las ideas varían desde "una historia narrada de modo surrealista con tanto dinero y efectos especiales como sean posibles" hasta "partes de todo eso o algo como la banda en directo o tocando". Y aunque Carey dijo que los conocimientos sobre cómo hacerlo estaban en mano de los muchos contactos que la banda tiene con la industria del cine, Jones rechazó la idea: "Por ahora sólo estamos hablando". Según Rolling Stone, tras la 50.ª edición de los Premios Grammy Keenan prometió otro álbum.

### 2009-2018
Desde principios de 2008, se esperaba que Tool comenzara a escribir un nuevo álbum en algún momento de 2009, según Keenan, pero no dio detalles sobre una posible fecha de lanzamiento. El 24 de marzo de 2009, la página web oficial de la banda confirmó una gira de verano de Tool. La gira comenzó el 18 de julio en Commerce City, Colorado, en el Mile High Music Festival. Las últimas fechas fueron 7-9 de agosto para Lollapalooza 2009 y un show de finales el 22 de agosto en el Festival epicentro en Pomona, California.
De acuerdo al webmaster de la banda, Tool ha iniciado el proceso de escritura "en serio" para su próximo álbum. El 26 de abril de 2010, Tool anunció dos fechas de Canadá a través de su página web, en Vancouver y Edmonton. Más tarde, el 8 de mayo y 10 de mayo, Tool publicó una serie de fechas para junio y julio, tocando en Luisiana, Oklahoma, Texas, Misuri, Colorado, Minnesota, Washington, California, y dos provincias canadienses más.
En mayo de 2011 en la web oficial de la banda, salió un comunicado redactado por los miembros de Tool afirmando que el sucesor de 10.000 Days saldría el 22 de mayo de 2012. En una entrevista publicada el 31 de octubre de 2011, Maynard Keenan dijo que Tool se encuentra escribiendo nueva música para un nuevo álbum.
Tras una serie de conciertos celebrados entre los años 2014 y 2017, el baterista de la banda, Danny Carey, ofreció unas declaraciones a The Metal Sucks Podcast afirmando que el nuevo disco de Tool sería lanzado en algún momento de 2018, respaldando las palabras de su compañero en la banda, el bajista Justin Chancellor.[cita requerida]

### Fear Inoculumy catálogo digital (2019-presente)
En junio de 2017, Chancellor afirmó que un nuevo álbum de Tool estaba en progreso. El 10 de septiembre de 2018, Maynard James Keenan anunció por medio de su cuenta de Twitter que el nuevo álbum de Tool sería lanzado en 2019. El 8 de mayo de 2019, la cuenta oficial de Twitter de la banda confirmó la fecha de salida del nuevo álbum el 30 de agosto del mismo año.
El 29 de julio, la banda anunció, en sus redes sociales, el lanzamiento de todo su catálogo musical para formatos digitales y vía streaming para el día 2 de agosto de 2019, aunque algunas canciones de su EP Opiate fueron subidas al canal oficial en Youtube de la banda, pero horas después, estas fueron retiradas. Sus cinco primeros trabajos, incluyendo el EP Opiate, se situaron entre los diez primeros en la lista de iTunes. También se anunció que el título de su quinto álbum de estudio sería Fear Inoculum. El día 6 de agosto se publicó el primer sencillo y canción que da el nombre al álbum, Fear Inoculum, y se desveló la portada del álbum, diseñada por Alex Grey (aunque en marzo se había informado que Adam Jones había estado trabajando en la portada del álbum, algo que siempre ha sido uno de los últimos pasos en el proceso de lanzamiento de los trabajos musicales de la banda). Finalmente el álbum vio la luz el viernes 30 de agosto, día para el que efectivamente estaba fijado el lanzamiento. La banda realizó una gira en mayo de 2019 en América del Norte y durante junio en Europa. La banda comenzó su gira de pre-álbum en mayo, comenzando con un espectáculo principal en Welcome to Rockville, donde la banda estrenó "Descending" e "Invincible".

## Estilo musical e influencias
Tool ha conseguido las alabanzas de la crítica por su sonido envolvente y complejo. Describiendo su sonido general, Allmusic se refiere a él como "heavy metal triturador post-Jane's Addiction", y el New York Times ve similitudes con "los riffs pesados de Led Zeppelin" y con "los sonidos del Oriente Medio". El disco Lateralus fue comparado por Allmusic con Meddle de Pink Floyd, aunque treinta y tres años después y alterado por "el impulso de Tool de aglomerar cada pulgada del infinito con relleno de guitarras fuertes y absoluto pavor".

### Estilo musical
Un componente básico del catálogo de Tool es el uso de compases poco comunes. Por ejemplo, Justin Chancellor describe los compases empleados en la canción "Schism" como 6.5/8 y que después va "hacia toda clase de compases distintos". "Lateralus, la canción que da título al álbum, también dispone de ritmos cambiantes, al igual que "Wings for Marie (Pt 1)" y "10,000 Days (Wings Pt 2)" de 10,000 Days.
Más allá de este aspecto del estilo de Tool, cada miembro experimenta en su propio campo musical. La revista Bass Player describe el estilo de Chancellor como un "tono espeso de alcance medio, semejante a la técnica de guitarra y con versatilidad elástica". Como un ejemplo de esto, la revista mencionó el uso de efectos wah-wah "mediante el hammering en las notas con la mano izquierda y usando los controles de tono del bajo para extraer una extensión del tono", como en la canción "The Patient" de Lateralus.
Siguiendo con la sección rítmica de la banda, el batería Danny Carey utiliza polirritmos, un estilo semejante al de la tabla (instrumento de origen hindú), y la incorporación de baterías electrónicas para facilitar el uso de samples. Carey posee uno de los sets de batería más grandes que se conocen.
La habilidad vocal de Keenan ha sido reconocida subjetivamente por el periódico Seattle Post-Intelligencer. Tras su participación en el concierto de reunión de Alice in Chains en 2005, el periodista Travis Hay lo vio como "el sustituto natural de Layne Staley". Siguiendo su trabajo al frente de A Perfect Circle, el New York Times escribió que "ambos grupos dependen de la habilidad para dignificar emociones como la lujuria, la ira y el desencanto de Keenan, con su voz melosa añadiendo un toque de profundidad".
Según la revista Guitar Player, Adam Jones no depende de ninguna técnica guitarrística, sino que combina varias. Por ejemplo, Allmusic escribió que Jones "utiliza alternativamente power chords, sonidos rasgados, arpeggios y un silencioso minimalismo" en la canción "Sober". Además, la banda usa formas de experimentación instrumental, como el "micrófono de la cañería bomba" (una pastilla dentro de un cilindro de latón) y un solo con un talk box en la canción "Jambi".
La banda pone un énfasis especial en el sonido de sus canciones e intenta reducir el impacto que las letras pueden tener en la percepción de la música al no incluirlas en sus discos. A menudo se presta bastante atención a los arreglos líricos, como en "Lateralus". El número de sílabas por verso en la letra de esta canción se corresponde con la secuencia de Fibonacci, mientras que en "Jambi" se usa el pie métrico yambo. Las letras de Ænima y Lateralus se centran en la espiritualidad y la filosofía; los temas empleados van desde la religión organizada en "Opiate", la evolución y la psicología de Carl Jung en "Forty-Six & 2" y la trascendencia en "Lateralus". En 10,000 Days, Keenan quería explorar temas más personales para él: el nombre del álbum se refiere a los veintisiete años (aproximadamente 10.000 días) durante los que su madre sufrió las consecuencias de un accidente cerebrovascular hasta su muerte en 2003.

### Influencias
La banda ha nombrado a Meshuggah como la de mayor influencia y Melvins, entre otros, como los que influyeron en su desarrollo, pero otra influencia destacada es la de los pioneros del rock progresivo, King Crimson. Sin embargo, el líder de esta banda, Robert Fripp, ha desmentido cualquier influencia que su banda haya podido ejercer en Tool. En una entrevista con Tool, Fripp expresó brevemente cómo ambas bandas se relacionan entre sí: "¿Escuchas alguna influencia? Sólo veo un caso en el que oigo una influencia, sólo uno. Era una pieza que estábamos desarrollando y que acabamos rechazando. Y es casi el mismo caso: un arpeggio de tres notas con un acento particular de la guitarra. Así que no creo que la hayas podido escuchar. Ese es el único". Fripp también declaró: "Resulta que soy un fan de Tool. Los miembros de Tool han sido lo suficientemente generosos al decir que King Crimson ha sido una influencia para ellos. Adam Jones me preguntó si lo podía detectar en su música, y dije que no. Puedo detectar más influencia de Tool en King Crimson, de lo que puedo escuchar a King Crimson en Tool".
En el sentido opuesto, los autores del libro The New Metal Masters atribuyen a Tool una influencia en el metal moderno. Sean Richardson del Boston Phoenix ve a System of a Down, Deftones, Godsmack y Breaking Benjamin como ejemplos de la "destacada influencia" de Tool en el género. Además, el estilo único de cantar de Keenan ha sido señalado repetidamente como una influencia en artistas como Pete Loeffler de Chevelle.

## Colaboraciones y proyectos paralelos
Además de trabajar en Tool, los cuatro miembros de la banda californiana forman parte de otros proyectos musicales o han colaborado de manera aislada con otros artistas.
El proyecto paralelo más conocido de alguno de los miembros de Tool es A Perfect Circle, fundado por Billy Howerdel y que tiene como vocalista a Maynard James Keenan. Hasta la fecha, el grupo ha publicado tres álbumes de estudio con temas originales con un considerable éxito comercial, en parte debido al éxito de Keenan con Tool. No obstante, el futuro del grupo es incierto puesto que la mayoría de sus miembros están ocupados con otros proyectos.
Otro de los proyectos de Keenan fuera de Tool es Puscifer, un grupo ideado por Adam Jones para un cómic a comienzos de los 90 y plasmado en la realidad por Keenan más de diez años después, tanto como un grupo como una marca de ropa. Keenan atribuye a internet la razón por la cual pudo sacar adelante el proyecto en el nuevo siglo en lugar de en los 90: "La razón de por la que la cosa ha podido montarse más recientemente es por lo bonito que es internet, y cómo puedes sacar la información y hacer saber a la gente lo que estás haciendo mucho más fácilmente. Eso y que soy un poco más viejo y he aprendido a organizarme el día". Puscifer ha publicado tres álbumes de estudio hasta la fecha.
Por su parte, el batería Danny Carey colabora también con la banda Pigmy Love Circus, con un estilo crudo y directo alejado del estilo de Tool, que ha sacado cuatro álbumes desde 1990 hasta 2003 debido al poco tiempo libre del que goza Carey por su trabajo en Tool.
Además, el bajista Justin Chancellor ha colaborado con Isis en disco Panopticon de 2004.

## Artes visuales
Una parte del trabajo de Tool consiste en incorporar influencias de otras formas de arte a sus creaciones (vídeos musicales, conciertos en directo y diseño de sus álbumes). El guitarrista Adam Jones es el director artístico de la banda y el de sus vídeos musicales. Además, Tool posee una página web oficial "dedicada a las artes e influencias" de la banda, dissectional.com.

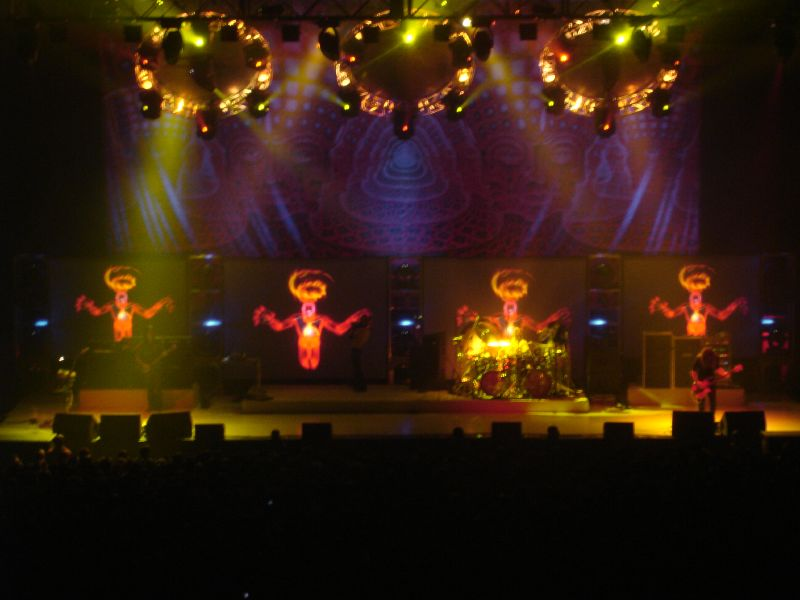
Las actuaciones de Tool destacan por el espectacular montaje de escenario.

### Vídeos musicales
La banda ha publicado ocho vídeos musicales a lo largo de su carrera, todos ellos dirigidos por Adam Jones, aunque solo han hecho apariciones personales en los dos primeros con el fin de "prevenir que la gente capte las personalidades envueltas en lugar de escuchar la música". Con la excepción de "Hush" y "Vicarious", todos los vídeos de Tool presentan animación mediante la técnica stop-motion de algún modo. Los vídeos son creados principalmente por Adam Jones, con la ayuda a menudo de artistas como Chet Zar, Alex Grey y Osseus Labyrint.
El vídeo musical de "Sober" en particular llamó mucho la atención. Jones explicó que no contiene ninguna línea argumental, sino que sus intenciones eran las de evocar emociones personales con sus imágenes. La revista Rolling Stone describió estas imágenes comentando que, en el vídeo, "un hombrecillo malvado vive en una mazmorra oscura con carne saliendo de unos tubos de la pared", y lo describió como un clip "rompedor y épico". La revista Billboard lo eligió como el "Mejor vídeo de un artista nuevo".
El vídeo de "Vicarious" fue publicado en DVD el 18 de diciembre de 2007. Su característica principal es que es el primer vídeo de la banda en ser producido enteramente por ordenador.

### Diseño de los álbumes
Adam Jones es el responsable de la mayoría de los conceptos artísticos de la banda. Su primer álbum, Undertow, presenta una escultura de una caja torácica hecha por Jones en su portada, y fotos hechas por el resto de miembros. El diseño de los álbumes posteriores incluye colaboraciones de varios artistas: Ænima y Salival tienen trabajos de Cam de Leon, mientras que Lateralus y 10,000 Days fueron creados con la ayuda de Alex Grey. Los álbumes consiguieron buenas críticas en este aspecto, e incluso un periodista musical de Associated Press atribuyó a la banda una reputación por sus diseños innovadores.
Tanto Ænima como 10,000 Days consiguieron nominaciones a los premios Grammy como "Mejor diseño gráfico", pero mientras Ænima salió perdedor en 1997, 10,000 Days se alzó con el premio en 2007. Adam Jones creó los diseños de 10,000 Days, que presenta un par de lentes estereoscópicas para ver trabajos y fotos en 3D. Jones siempre ha sido un fan de la fotografía estereoscópica y expresó su deseo de que el diseño fuera único y que reflejara el diseño de los años 70 que tanto aprecia.

### Espectáculos en vivo
Tras sus primeras giras a comienzos de los noventa, Tool ha encabezado multitud de prestigiosos festivales de música como Lollapalooza (1997 y 2009), Coachella (1999 y 2006), Download Festival (2006), Roskilde (2006), Big Day Out (2007) y Bonnaroo (2007). Han compartido escenario con numerosos músicos, como Buzz Osborne y Scott Reeder en varias ocasiones; Tom Morello y Zack de la Rocha en su gira de 1991; Tricky, Robert Fripp, Mike Patton, Dave Lombardo y el dúo experimental Osseus Labyrint durante la gira de Lateralus de 2001 y 2002; y Kirk Hammett, Phil Cambell, Serj Tankian y Tom Morello en su gira de 2006 y 2007. Han hecho versiones de canciones de Led Zeppelin, Ted Nugent, Peach, Kyuss y los Ramones.
Los conciertos de Tool en sus giras incorporan un extraño conjunto de objetos. El cantante Maynard James Keenan permanece al fondo de la escena con el batería Danny Carey en una plataforma elevada, mientras el guitarrista Adam Jones y el bajista Justin Chancellor se colocan al frente en los dos límites laterales del escenario. Keenan, a pesar de ser el vocalista, suele ponerse de espaldas al público. Como no se emplean cámaras, en su lugar la banda utiliza una iluminación potente para distraer la atención del público de los miembros del grupo, además de pantallas detrás de la banda y en el público. Breckinridge Haggerty, el diseñador de los espectáculos de luz y de vídeo de la banda, explica que los espacios oscuros resultantes en escena "son... para Maynard. Muchas canciones son un viaje especial para él... y se siente más cómodo entre sombras". Las grandes pantallas se emplean para repetir los vídeos de las canciones que ya han tocado en ese concierto. "La banda nunca ha usado ningún tipo de código temporal. Siempre se aseguran de que el vídeo puede cambiar al instante, como una manera de improvisar... El concierto nunca es el mismo dos veces". Durante la gira de 10,000 Days, el material de vídeo consistía en más de seis horas de material, creados por Adam Jones, su mujer Camella Grace, Chet Zar, Meats Meier y Breckinridge Haggerty. Parte del material creado por Chet Zar ha sido publicado en su DVD, Disturb the Normal.

## Integrantes

### Miembros actuales
- Maynard James Keenan: voz (1989-presente)
- Adam Jones: guitarra eléctrica (1989-presente)
- Justin Chancellor: bajo (1995-presente)
- Danny Carey: batería (1989-presente)

### Miembros pasados
- Paul D'Amour: bajo (1989-1995)

## Discografía
EP
- Opiate (1992, Zoo/Volcano Entertainment/Tool Dissectional)

Álbumes de estudio
- Undertow (1993, Zoo/BMG/Volcano)
- Ænima (1996, Zoo/BMG/Volcano)
- Lateralus (2001, Volcano II/Tool Dissectional)
- 10,000 Days (2006, Volcano II/Tool Dissectional)
- Fear Inoculum (2019, Volcano II/Tool Dissectional)